# 翅膀足球會
翅膀足球會（Wings FC，或簡稱翅膀FC）是一支來自關島的職業足球會，現時於關島足球聯賽作賽。

## 歷史
翅膀FC於1985年成立。球會自此在青年組別取得優異成績。翅膀FC於2023年球季首次在關島足球聯賽派出一隊參賽。球會於2023年2月11日擊敗品質經銷商（Quality Distributors），取得在聯賽的首場勝利。。
在一隊的首個球季，球會成功奪得聯賽冠軍。翅膀FC擁有聯賽頭4位射手中的2位。陣中亦有獲選為最佳守門員的Jacob Toves。Toves以場均失1.5球的成績保持聯賽最多的2場零封紀錄。球會憑藉冠軍身份前往塞班挑戰Eleven Tiger FC，爭奪首屆馬里亞納群島球會錦標賽。
翅膀FC在2024年再度奪冠，在數百名觀眾見證下的決賽中擊敗NAPA Rovers。兩隊在決賽前均保持12勝0負紀錄，而翅膀FC以158個入球佔優。決賽由Simeon Packer、Yaw Boateng及Yvan Tcheugoue各入一球，以3-2勝出。

## 榮譽
關島男子足球聯賽
- 冠軍（2次）： 2023年、2024年